# Astro Theatre
Pour les articles homonymes, voir Astro.
L'Astro Theatre est une salle de cinéma à Iqaluit, Nunavut, Canada. Cinéma le plus septentrional des Amériques, il est construit en 1996 avec un système de projection provenant d'un cinéma disparu,. De juillet 2019 à décembre 2020, le cinéma est fermé en raison de travaux de rénovation et des restrictions liées à la  pandémie de Covid-19 au Canada. Il est le site du Nunavut International Film Festival.